# Madha
L'area di Madha (in arabo: مدحاء) è un'exclave dell'Oman contenuta nel territorio degli Emirati Arabi Uniti, si trova a metà tra la penisola di Musandam e il resto del territorio del proprio paese.
È sotto la giurisdizione della penisola del Musandam. Con un'estensione di 77,7 km² è per estensione una  delle maggiori exclave al mondo, la linea di confine è stata fissata nel 1969. L'exclave si trova sulla strada che collega Fujairah a Khawr Fakkān (entrambe località degli EAU); sulla Fujairah-Khor ci sono due uscite che portano a Madha.
Il territorio è in gran parte disabitato, l'unica zona popolata è quella denominata New Madha dove c'è una scuola, un ufficio postale, una stazione di polizia omanita, una banca dell'Oman, una centrale elettrica, un acquedotto e una pista d'atterraggio per velivoli.
L'enclave di Madha contiene a sua volta una piccola exclave degli Emirati chiamata Nahwa, appartenente all'Emirato di Sharjah.